# Emilio de' Cavalieri
Emilio de' Cavalieri (Roma, abans de 1550 - Roma, 11 de març de 1602) va ser un compositor, organista, diplomàtic, coreògraf i ballarí del final del Renaixement.
De família noble i musical, fill de l'arquitecte Tommaso de' Cavalieri, germà del músic Marios, exercí com a organista a San Marcello, de Roma. El 1588 es va traslladar a Florència on el Cardenal Ferran de Mèdici el va contractar com a superintendent de l'art, vestuari, festes, teatre i música. Allà es posà en contacte amb la Camerata del comte Giovanni Bardi. El 1589 va participar com a compositor (un madrigal i un ballet) en els intermedis escrits per al casament de Ferran amb Cristina de Lorena. El 1590, encara a Florència, va col·laborar amb el poeta Laura Guidiccioni escrivint la música, avui perduda, de les pastorals Il Satiro, La Disperazione di Fileno, Il Gioco della cieca (1595), en les que va fer els seus primers assaigs de cant monòdic. A més de la seva activitat musical, va treballar com a diplomàtic per als papes Innocenci IX i Climent VIII.
De 1587 a 1602, viatja amb freqüència a Roma com a encarregat de negocis del duc de Florència.
Cavalieri ha de ser considerat el verdader instaurador de l'estil monòdic teatral, encara que això no fos reconegut pels seus oponents florentins (Jacopo Peri i Giulio Caccini). La seva música era molt avançada per a l'estil de la seva època: La seva música vocal té una línia melòdica molt adornada i expressiva, característica que defineix al barroc primerenc. El seu estil musical va ser adoptat per altres compositors de l'escola romana del segle xvii, Domenico Mazzocchi, Giacomo Carissimi i Alessandro Scarlatti, van ser alguns d'ells. Fou el mentor per tot i per a tot de la cantant Vittoria Archilei (1582-1620).

## Obra
Cavalieri va afirmar ser l'inventor de l'estil rappresentativo, el que actualment es coneix com a monodia, i va fer la afirmació amb una irritació considerable: 
| « | "tothom sap que sóc l'inventor d'aquest estil", va dir en una carta de 1600, "i ho vaig dir jo mateix a la impremta". | » |

Sembla que Caccini va tenir més crèdit, potser amb merescut, a causa de la seva associació primerenca amb Bardi i Galilei a la dècada de 1570 a Florència, on es va discutir per primera vegada l'estil i probablement inventat. Comparant-se amb Caccini, va dir dels seus dos estils: 
| « | "[la meva] música mou la gent al plaer i a la tristesa, mentre que la seva [és a dir, la de Caccini i la de Peri] els mou cap a l'avorriment i el fàstic". | » |

Entre les composicions profanes de Cavalieri hi havia madrigals, monodies i peces que va escriure per a intermedi; les seves composicions sagrades incloïen un escenari de les Lamentacions de Jeremies i la Rappresentatione di Anima, et di Corpo. Aquesta obra, probablement la composició històricament més important de Cavalieri que ha sobreviscut, consta d'alternança de discursos, cançons estròfiques, seccions semblants a recitatius i parts madrigalianes; els oratoris posteriors sovint ho feien servir com a punt de partida. És el primer treball que es publica amb un baix figurat. El més important, però, va ser un intent de demostrar, a la Roma musicalment conservadora, que l'estil monòdic modern era coherent amb els objectius de la Contrareforma i es podia adaptar a un propòsit religiós en lloc de secular. La ràpida adopció de l'estil musical modern per part d'altres compositors romans dona fe de la seva eficàcia en aquest sentit. Cavalieri va ser seguit per altres compositors de l'escola romana del segle XVII que incloïen Domenico Mazzocchi, Giacomo Carissimi i Alessandro Scarlatti.
La major part de la seva música està en l'estil més avançat de l'època. La seva música vocal de quatre parts sol tenir una línia melòdica molt ornamentada i expressiva; la diferenciació de la línia melòdica de les altres és un dels trets definitoris del primer barroc. Alguns historiadors creien que Cavalieri va ser el creador del Trinat. De vegades va experimentar amb l'escala enharmònica, o cromatisme enharmònic que requeria afinitats microtonals; pel que sembla, va construir un orgue especial a la dècada de 1590 per tocar aquest tipus de música.